# 79 هـ
79 هـ هي سنة في التقويم الهجري امتدت مقابلةً في التقويم الميلادي بين سنتي 698 و699.

## وفيات
- سراقة البارقي
- عبيد الله بن أبي بكرة